# Friedrich Ulrich Calixt

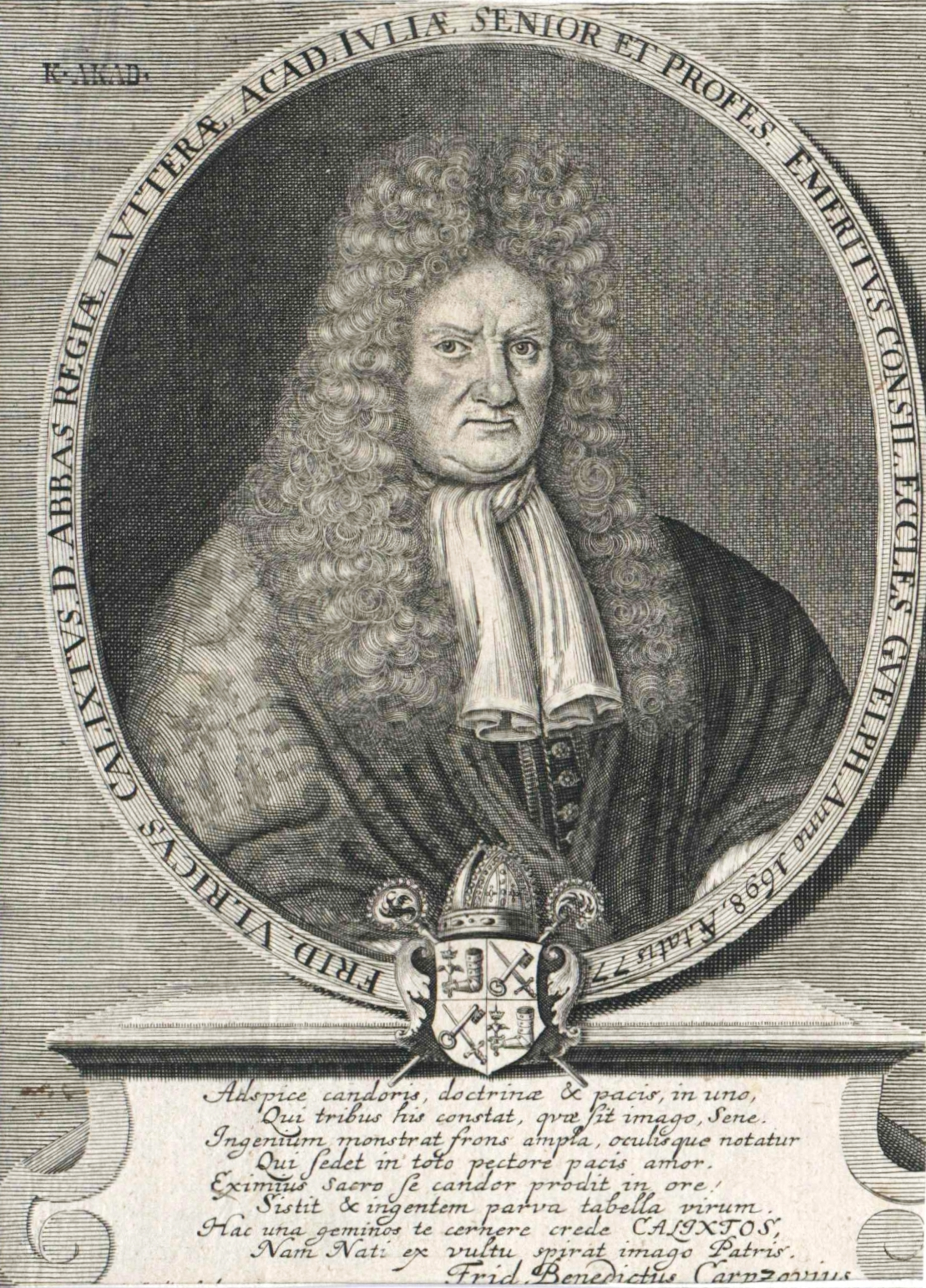

Friedrich Ulrich Calixt (auch Calixtus; * 8. März 1622 in Helmstedt; † 13. Januar 1701 ebenda) war ein deutscher lutherischer Theologe.

## Leben
Der Sohn des Georg Calixt und dessen Frau Catharina Gärtner wurde nach Herzog Friedrich Ulrich zu Braunschweig-Wolfenbüttel benannt und von Privatlehrern erzogen. Seine weitere Ausbildung verdankte er insbesondere dem Professor Christoph Schrader, während er bei den anderen Professoren in Helmstedt die Vorlesungen in den Sprachen und der Philosophie besuchte. Anfänglich hatte er sich für ein Studium der Medizin entschieden, wobei sein Vater ihn an Jacob Tappe zur Ausbildung übergab. 1640 ging er an die Universität Leipzig.
Zurückgekehrt nach Hause fasste er den Entschluss, Theologe zu werden. Gemeinsam mit Gerhard Titius studierte er nun Evangelische Theologie in Helmstedt, unterbrochen durch die Teilnahme am Thorner Religionsgespräch 1645, wo er viele Gelehrte kennenlernte. 1648 erhielt er die Spezialerlaubnis der theologischen Fakultät Vorlesungen zu halten und wurde 1650 Professor der Theologie an der Universität Helmstedt, wobei er über die Loci communnes las. 1651 bereiste er Obersachsen, Böhmen, Ungarn, Mähren, Österreich, Italien, Frankreich und Holland. Dabei traf er u. a. mit Kaiser Ferdinand IV. und Papst Innozenz X. zusammen. Am 27. Juli 1652 erwarb er in Helmstedt die Würde eines Doktors der Theologie, 1664 berief man ihn zum Konsistorial- und Kirchenrat, am 22. Juli 1684 wurde er Abt des Klosters Königslutter. Calixt wurde im Laufe seiner Hochschultätigkeit auch Senior der theologischen Fakultät und beteiligte sich als mehrfacher Vizerektor an den organisatorischen Aufgaben der Helmstedter Hochschule.
Er war verheiratet mit Anna Margarete Duve (adoptierte Roier) aus dem Geschlecht des Lutherfreundes Conrad (oder Johann) Columbinus († 1562), Tochter des Helmstedter Kaufmanns und Bürgermeisters Heinrich Duve d. Ä. und Anna Modeler (beide † 1626).

## Wirken
Calixt war einer der bedeutendsten Vertreter der theologischen Auffassung seines Vaters, dem als Synkretismus diskreditierten Streben nach konfessionellem Ausgleich (Irenik). Nach dem Tod seines Vaters 1656 geriet er als Führer der Helmstedter Partei in den Mittelpunkt des „Synkretistischen Streits“ mit den Vertretern der lutherischen Orthodoxie. Calixts Theologie zielte auf eine Annäherung sowohl an die reformierte als auch an die römisch-katholische Kirche, da er verschiedene Streitpunkte zwischen den Kirchen als unwichtig erachtete. So sah er es als möglich an, eine friedliche Vereinigung beider Kirchen herbeizuführen, was völlig gegen das orthodoxe lutherische Selbstverständnis, sich als wahre Vertreter der Lehre Jesu Christi zu sehen, verstieß. Calixt musste die Thesen seines Vaters vor allem gegen Abraham Calov, aber auch gegen Johann Deutschmann, Aegidius Strauch und andere verteidigen. Innerhalb des deutschen Luthertums behielt die orthodoxe Richtung die Oberhand, während viele Anhänger der calixtischen Lehre zur römisch-katholischen Kirche konvertierten.

## Schriften (Auswahl)
- Demonstratio liquidissima quod Consensus repetitus fidei vere Lutheranae quem Abr. Calovius … Helmstedt 1667 (Digitalisat).
- Ablehnung einiger Injurien und Calumnien von Aegidius Strauch: nebst angehängter Protestation. Helmstedt 1669.
- Justa animadversio in triumphum concordiae repetiti consensus. Luderwald, Helmstedt 1676.
- De religione Muhammedana dissertatio. Helmstedt 1687 (Digitalisat).
- De diversis totius universi religionibus dissertationes academicae. Helmstedt 1688 (Digitalisat).
- De chiliasmo cum antiquo, tum pridem renato tractatus theologicus. Hamm, Helmstedt 1692 (Digitalisat).
- Spiritus qui ex Deo est a spiritu fanatico discretio simul ac in vicinia erumpentium teterrimarum manifestationum examen. Schnorr, Helmstedt 1693.
- De Vario Hominis Statu Eidemq[ue] connata Legem Exacte Implendi Impotentia: Tractatus Theologicus, complectens inter alia, pro Philosophia Et Philosophis Apologiam. Schnorr, Helmstedt 1695 (Digitalisat).
- Beatae Mariae Virginis immaculatae conceptionis historia: cvi accessit Alexandri papae VII constitutionis examen ad Coloniae & Herbipoleos dominos theologos directum … Helmstedt 1696 (Digitalisat).
- Via Ad Pacem Inter Protestantes Praeliminariter Restaurandam Strata per Colloquia Solennia atque alia Pacificorum Scripta Irenica Quae Calixtina comitatur Epicrisis. Hamm, Helmstedt 1700 (Digitalisat).
- Auszug aus der handschriftlichen lateinischen Beschreibung einer Reise des Friedrich Ulrich Calixtus durch Italien, Frankreich und die Niederlande, im Jahr 1651. In: Johann Bernoulli: Sammlung kurzer Reisebeschreibungen und anderer zur Erweiterung der Länder- und Menschenkenntniß dienender Nachrichten. Band 7 u. 8, 1782